# Andrew Davidson (Schriftsteller)

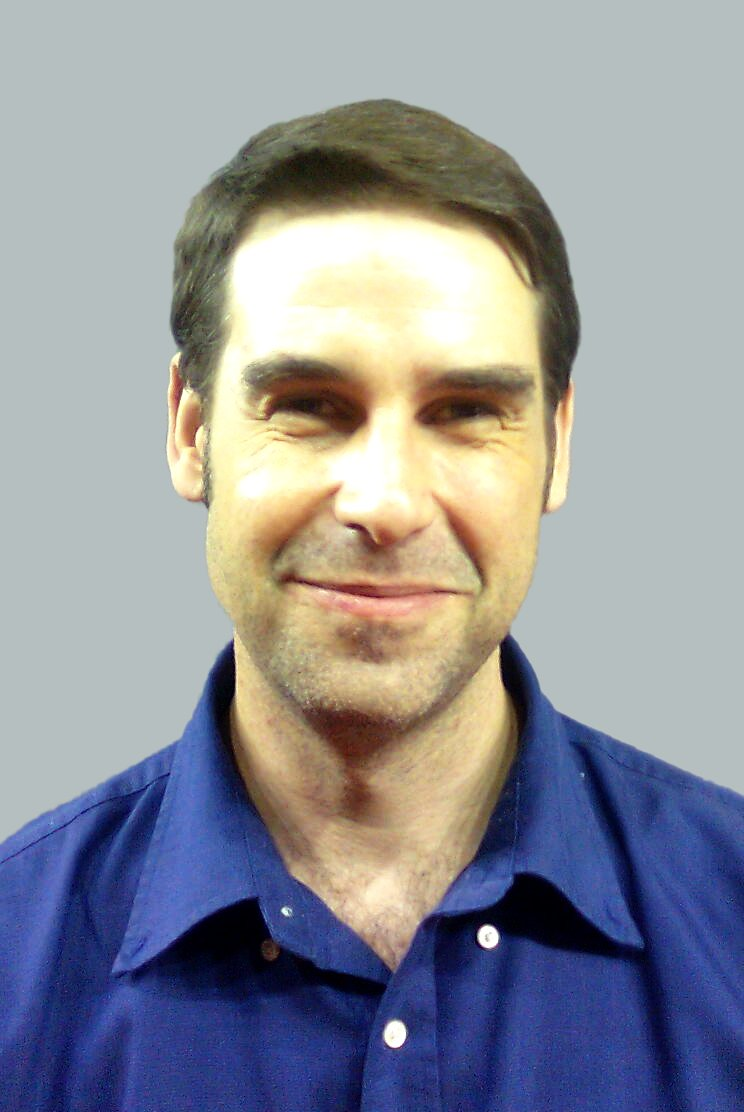
Andrew Davidson

Andrew Davidson (* 12. April 1969 in Pinawa, kanadische Provinz Manitoba) ist ein kanadischer Schriftsteller.

## Leben
Er schloss 1995 sein Studium an der University of British Columbia mit einem B.A. in englischer Literatur ab und arbeitete danach zunächst für einige Jahre als Lehrer in Japan. Nach seiner Rückkehr nach Kanada lebt er heute in Winnipeg, der Hauptstadt der kanadischen Provinz Manitoba.

## Der Debütroman
Andrew Davidson hat mit dem Roman The Gargoyle (dt. Gargoyle, wörtlich ‚Der Wasserspeier‘) bislang nur ein einziges Buch veröffentlicht. Dieses Werk stellt das Ergebnis einer siebenjährigen Recherche- und Entwicklungsarbeit dar und wurde 2007 durch Doubleday in den USA, durch Random House in Kanada, sowie durch andere Verlage in weiteren Ländern des englischsprachigen Raums publiziert. Bereits vier Tage nach seinem Erscheinen wurde es bei der New York Times auf deren Liste der Bestseller geführt. Die deutschsprachige Ausgabe des Buches wurde im Januar 2009 vom Berlin Verlag veröffentlicht. Der Roman erhielt den kanadischen Sunburst Award.

### Handlung
Die Handlung des Romans vermengt mittelalterliche Geschichte und Religion mit einem Gegenwartsdrama über das schwerverletzte Opfer eines Autounfalls. Es ist eine fantastisch-absurde Geschichte, in der verschiedene Zeit- und Raumebenen miteinander verwoben werden und zugleich auch das Genre des Historienromans mit der Literaturgattung des Science Fiction kombiniert wird.

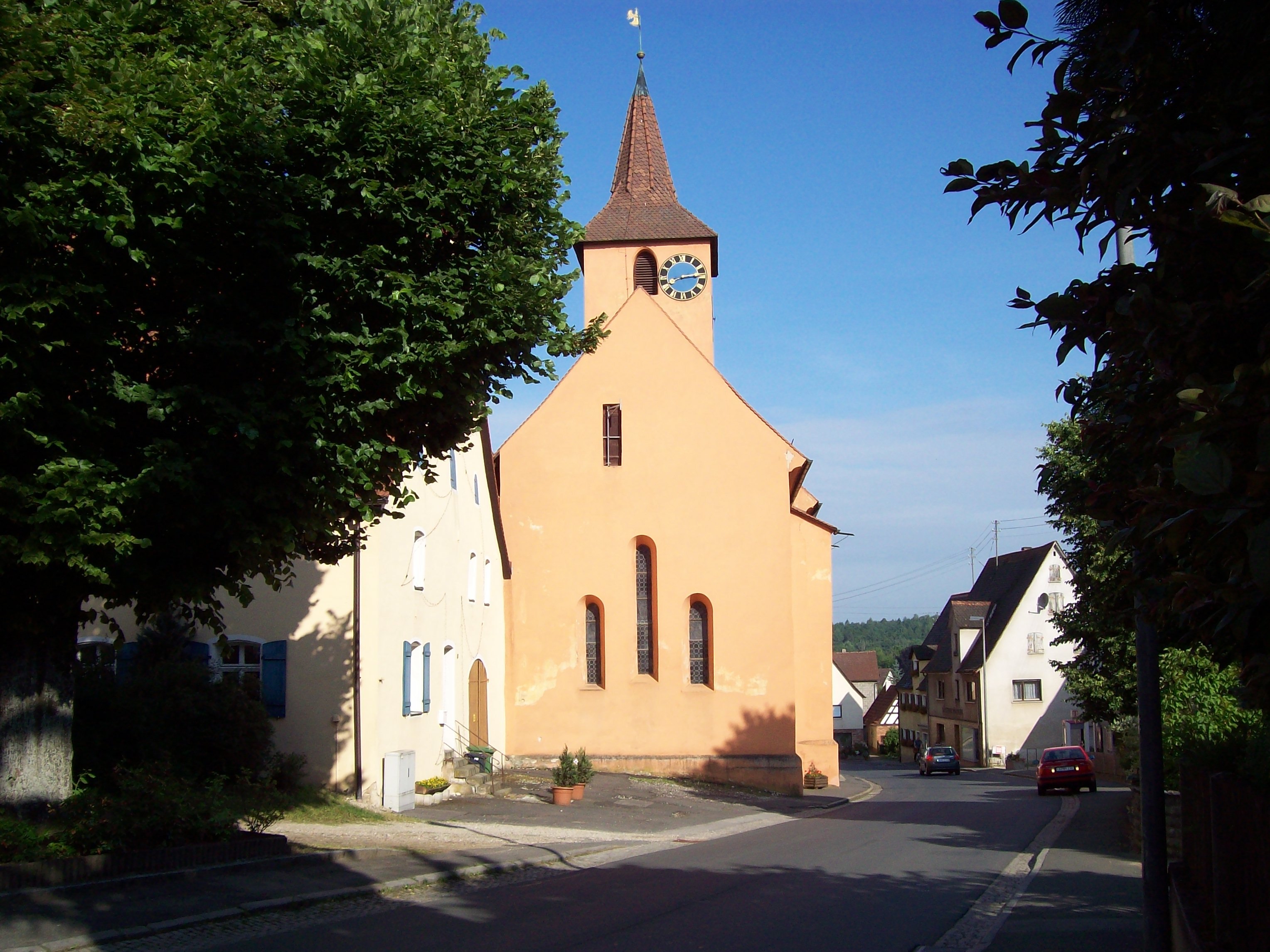
Kirche des ehemaligen Frauenklosters Engelthal

Bei dem Protagonisten des Buches handelt es sich um einen Porno-Darsteller, der bei einem selbst verschuldeten Unfall schwerste Brandverletzungen erlitten hat. In der Fachabteilung des Krankenhauses für Verbrennungen lernt der Ich-Erzähler dann am Krankenbett eine mysteriöse Frau namens Marianne Engel kennen, die behauptet, eine Nürnberger Bildhauerin zu sein und mit ihren Arbeiten – Gargoyles, kleinen steinernen Dämonen – ein mittleres Vermögen verdient zu haben. Die Frau befindet sich zwar wegen Schizophrenie in Behandlung, wirkt aber dennoch recht überzeugend und authentisch. In ihren abstrusen Erzählungen berichtet sie dem Schwerverletzten davon, dass sie beide bereits im 14. Jahrhundert eine Liebesbeziehung unterhalten hätten. In ihren Berichten legt sie dar, dass sie damals als Nonne in dem fränkischen Frauenkloster Engelthal gelebt habe, während er sich bis zu seiner Desertation als Söldner verdingt hatte. Erst in diesem amerikanischen Krankenhaus hätten sie sich nun endlich in der Gegenwart wiedergefunden. Die Romanhandlung wogt dabei zwischen den Erzählungen der Frau auf der einen Seite, und der Gegenwart auf der anderen Seite hin und her. Ergänzend wird dabei auch noch die Geschichte der ersten deutschen Übersetzung von Dantes Göttlicher Komödie mit einbezogen.

## Werke
- Gargoyle. Übersetzung: Eike Schönfeldt. Berlin Verlag, Berlin 2009, ISBN 978-3-8270-0782-7.